# Кхокхар
Кхокхар ( урду کھوکھر‎) — исторический пенджабский клан, проживающий на Соляно́м хребте пакистанского Пенджаба. Отдельные представители клана Кхокхар встречаются в индийских штатах, в регионах Пенджаба и Харьяна. 
В Средние века клан Кхокхаров прославился как клан завоевателей, разбойников и наемных убийц. В этот период они активно участвовали в военных действиях, оставив заметный след в истории как храбрые, но и жестокие воины. В эпоху Ренессанса Кхокхары предпринимали попытки создания независимого государства, стремясь к политической автономии. В более поздние времена, во время обеих мировых войн, представители клана активно участвовали в рекрутировании войск для Британской Индии. Сегодня многие потомки Кхокхаров добились успеха в различных сферах — они стали банкирами, политиками, актерами и занимают другие важные социальные позиции.
Кхокхары, в основном, исповедуют ислам, который они приняли из индуизма под влиянием великого Фарид Бабы. Встречаются также приверженцы христианства и индуизма  .

## История
Значение слова «Кхокхар» имеет персидское происхождение, что означает «кровожадный». 
Ранняя история клана это систематический разбой и регулярные грабежи. Так например, в 1204–1205 годах, Кхоккары подняли восстание, разграбив Мултан и Лахор, заблокировав стратегические дороги, связывающие Пенджаб с Газни. 
По описаниям Тариха-и-Алфи, торговцам приходилось искать более долгие маршруты, дабы избежать нападений Кхокхаров. На тот момент, управление кланом занимался Раисаль, под его предводительством совершались регулярные грабежи и угнетение вдоль проживающих жителей у торговых путей. 
Разбойники настолько «парализовали» движение, что прохождение стало бы существенным риском для любого путника. Даже тюркский правитель Кутубуддин Айбак был не в состоянии справиться с восстанием самостоятельно. Но это удалось султану Мухаммед Гури, который предпринял более радикальные методы против Кхокхаров. Его многочисленные походы повернулись успехом для него, когда ему удалось разгромить разбойников в своей последней битве на берегу Джелама. По итогам битвы, султан приказал устроить массовую резню представителей клана. 
Кхокхары не остались в стороне; при возвращении в Газну Мухаммед Гури был жестоко убит в деревне Дхамиак, расположенной в Соляном хребте в марте 1206 года.

### Кхокхары в Делийском султанате
В 1240 году Разия-султан, дочь Шамс-уд-дина Илтутмиша, и ее муж Алтуния попытались отвоевать трон у делийского султана Муизуддина Бахрам-шаха. Сообщается, что она возглавляла армию, состоявшую в основном из наемников из племени Кхокхар. 
С 1246 по 1247 год Балбан организовал поход к Соляным хребтам с целью уничтожить Кхокхаров, которых он рассматривал как серьезную личную угрозу.
В 1251 году когда Лахор находился под контролем правительства в Дели, город на протяжении следующих двадцати лет оставался в руинах, постоянно подвергаясь нападениям со стороны монголов и их союзников — Кхокхаров. Примерно в то же время монгольский полководец Хулагу захватил Лахор и заключил союз с вождем Кхокхаров — Гулом Кхокхаром.

### Попытка обретения независимости
Мустафа Джасрат Кхокхар, сын Шейхи Кхокхара, стал вождем Кхокхаров после его смерти. Вернувшись в Пенджаб, он завоевал значительную часть региона. Мустафа поддержал Шахи-хана в борьбе за контроль над Кашмиром против Али-шаха из династии Сайидов и был вознагражден за свою верность. После смерти Хизры-хана он решил захватить Дели. Однако, несмотря на победы в сражениях при Талванди и Джаландхаре, его попытки овладеть Сирхиндом потерпели неудачу из-за сезонных дождей, которые помешали продолжению кампании.

### Колониальная эпоха
Политика вербовки Британской короны в провинции Пенджаб в период колониального правления была направлена на пополнение рядов Британской Индийской армии, что существенно повлияло на состав и боеспособность её войск., историк Тан Тай Йонг замечает:
Выбор мусульман для набора не ограничивался лишь физической пригодностью. Подобно Сикх, рекрутинговые власти проявляли явную предвзятость в пользу доминирующих землевладельческих племен региона. Набор среди пенджабских мусульман ограничивался племенами, обладавшими высоким социальным статусом или репутацией — аристократией, когда-то политически преобладавшей в этом регионе, также называемой «кровавой гордой». Таким образом, социально доминирующие мусульманские племена, такие как Кхокхары, Джанджуа и Аваны, а также Раджпуты, сосредоточенных в округах Равалпинди и Джелум, составили более девяноста процентов всех рекрутов среди пенджабских мусульманисторик Тай Йонг, 